# Клірвотер (муніципальний район)
Графство Клірвотер (англ. Clearwater County) — муніципальний район в Канаді, у провінції Альберта.

## Населення
За даними перепису 2016 року, муніципальний район нараховував 11947 жителів, показавши скорочення на 2,7%, порівняно з 2011-м роком. Середня густина населення становила 0,6 осіб/км².
З офіційних мов обидвома одночасно володіли 390 жителів, тільки англійською — 11 545, тільки французькою — 5, а 10 — жодною з них. Усього 410 осіб вважали рідною мовою не одну з офіційних, з них 10 — одну з корінних мов, а 5 — українську.
Працездатне населення становило 68,9% усього населення, рівень безробіття — 11,8% (14,6% серед чоловіків та 8,2% серед жінок). 72,7% були найманими працівниками, 26,3% — самозайнятими.
Середній дохід на особу становив $70 384 (медіана $37 783), при цьому для чоловіків — $102 363, а для жінок $36 321 (медіани — $55 534 та $26 048 відповідно).
28,8% мешканців мали закінчену шкільну освіту, не мали закінченої шкільної освіти — 25,6%, 45,5% мали післяшкільну освіту, з яких 18% мали диплом бакалавра, або вищий, 10 осіб мали вчений ступінь.
| Статево-вікова структура населення | Статево-вікова структура населення | Статево-вікова структура населення | Статево-вікова структура населення | Статево-вікова структура населення |
| ---------------------------------- | ---------------------------------- | ---------------------------------- | ---------------------------------- | ---------------------------------- |
|                                    |                                    |                                    |                                    |                                    |
| Всього                             | Всього                             | 51,4%48,6%                         |                                    |                                    |
| 0 — 14 років                       | 0 — 14 років                       |                                    | 18,1%                              | 18,1%                              |
| 15 — 64 років                      | 15 — 64 років                      |                                    | 65,6%                              | 65,6%                              |
| 65 і більше                        | 65 і більше                        |                                    | 16,3%                              | 16,3%                              |
| 85 і більше                        | 85 і більше                        |                                    | 0,8%                               | 0,8%                               |
| Середній вік (років)               | Середній вік (років)               | 41,440,9                           | 41,1                               | 41,1                               |
| Медіана (років)                    | Медіана (років)                    | 43,943,6                           | 43,8                               | 43,8                               |
| — чоловіки — жінки                 |                                    |                                    |                                    |                                    |

| Походження мешканців:     | Походження мешканців:     | Походження мешканців: | Походження мешканців: | Походження мешканців: |
| ------------------------- | ------------------------- | --------------------- | --------------------- | --------------------- |
| Походження                |                           |                       | осіб                  | %                     |
| Корінні американці        | Корінні американці        |                       | 810                   | 6.93%                 |
| Інше північноамериканське | Інше північноамериканське |                       | 4 010                 | 34.3%                 |
| Європейське               | Європейське               |                       | 9 495                 | 81.22%                |
| британське                | британське                |                       | 6 235                 | 53.34%                |
| французьке                | французьке                |                       | 1 160                 | 9.92%                 |
| українське                | українське                |                       | 725                   | 6.2%                  |
| Карибське                 | Карибське                 |                       | 25                    | 0.21%                 |
| Латинськоамериканське     | Латинськоамериканське     |                       | 45                    | 0.38%                 |
| Африканське               | Африканське               |                       | 60                    | 0.51%                 |
| Азійське                  | Азійське                  |                       | 80                    | 0.68%                 |
| Океанійське               | Океанійське               |                       | 30                    | 0.26%                 |

| Зайнятість населення за галузями (за класифікацією NOC): | Зайнятість населення за галузями (за класифікацією NOC): | Зайнятість населення за галузями (за класифікацією NOC): | Зайнятість населення за галузями (за класифікацією NOC): | Зайнятість населення за галузями (за класифікацією NOC): |
| -------------------------------------------------------- | -------------------------------------------------------- | -------------------------------------------------------- | -------------------------------------------------------- | -------------------------------------------------------- |
|                                                          |                                                          |                                                          |                                                          |                                                          |
| Управління                                               | Управління                                               |                                                          | 16,2%                                                    | 16,2%                                                    |
| Бізнес, фінанси та адміністрування                       | Бізнес, фінанси та адміністрування                       |                                                          | 14,2%                                                    | 14,2%                                                    |
| Природничі та прикладні науки                            | Природничі та прикладні науки                            |                                                          | 4,1%                                                     | 4,1%                                                     |
| Охорона здоров'я                                         | Охорона здоров'я                                         |                                                          | 3,6%                                                     | 3,6%                                                     |
| Освіта, правозахист, муніципальні та урядові служби      | Освіта, правозахист, муніципальні та урядові служби      |                                                          | 7%                                                       | 7%                                                       |
| Мистецтво, культура, відпочинок та спорт                 | Мистецтво, культура, відпочинок та спорт                 |                                                          | 2,1%                                                     | 2,1%                                                     |
| Роздрібна торгівля та послуги                            | Роздрібна торгівля та послуги                            |                                                          | 13,5%                                                    | 13,5%                                                    |
| Гуртова торгівля, транспорт та обладнання                | Гуртова торгівля, транспорт та обладнання                |                                                          | 24,4%                                                    | 24,4%                                                    |
| Природні ресурси, сільське господарство                  | Природні ресурси, сільське господарство                  |                                                          | 9,5%                                                     | 9,5%                                                     |
| Виробництво                                              | Виробництво                                              |                                                          | 5,4%                                                     | 5,4%                                                     |

## Населені пункти
До складу муніципального району входять містечко Рокі-Маутін-Хаус, село Керолайн, літнє село Бернстік-Лейк, індіанські резервації О-Чіз 203, Санчайлд 202, Біґ-Горн 144A, а також хутори, інші малі населені пункти та розосереджені поселення.

## Клімат
Середня річна температура становить 2,7°C, середня максимальна – 21,3°C, а середня мінімальна – -18,5°C. Середня річна кількість опадів – 557 мм.
| Клімат поселення                              | Клімат поселення | Клімат поселення | Клімат поселення | Клімат поселення | Клімат поселення | Клімат поселення | Клімат поселення | Клімат поселення | Клімат поселення | Клімат поселення | Клімат поселення | Клімат поселення | Клімат поселення |
| Показник                                      | Січ.             | Лют.             | Бер.             | Квіт.            | Трав.            | Черв.            | Лип.             | Серп.            | Вер.             | Жовт.            | Лист.            | Груд.            |                  |
| Середній максимум, °C                         | −5,32            | −1,88            | 3,08             | 9,85             | 15,44            | 19,38            | 21,31            | 20,98            | 15,93            | 11,00            | 2,16             | −3,6             |                  |
| Середня температура, °C                       | −11,88           | −8,47            | −3,51            | 3,26             | 8,85             | 12,81            | 15,14            | 14,82            | 9,76             | 4,84             | −3,98            | −9,76            |                  |
| Середній мінімум, °C                          | −18,46           | −15,04           | −10,08           | −3,32            | 2,28             | 6,23             | 8,98             | 8,65             | 3,60             | −1,33            | −10,14           | −15,94           |                  |
| Норма опадів, мм                              | 20               | 16               | 21               | 28               | 63               | 89               | 113              | 72               | 74               | 25               | 19               | 17               |                  |
| Середньомісячна швидкість вітру, м/с          | 2.71             | 2.84             | 3.00             | 3.14             | 3.10             | 2.90             | 2.70             | 2.50             | 2.70             | 2.88             | 2.80             | 2.70             |                  |
| Середньомісячна сонячна радіація, кДж/м²·день | 3766             | 7238             | 12324            | 17006            | 20461            | 21759            | 22447            | 18985            | 13034            | 7792             | 3967             | 2885             |                  |
| --------------------------------------------- | ---------------- | ---------------- | ---------------- | ---------------- | ---------------- | ---------------- | ---------------- | ---------------- | ---------------- | ---------------- | ---------------- | ---------------- | ---------------- |
| Джерело:                                      |                  |                  |                  |                  |                  |                  |                  |                  |                  |                  |                  |                  |                  |